# 裂瓜属
裂瓜属（学名：Schizopepon）是葫芦科下的一个属，为攀援、被毛草本植物。该属共有6种，分布于印度至中国。